# 留萌市
留萌市（るもいし）は、北海道北部（道北地方）の市。留萌振興局の振興局所在地。

## 概要
留萌地方の中心の都市である。
主な産業は貿易などの商業、土木業、水産加工業である。留萌港では現今においてもニシンが水揚げされ、その魚卵であるカズノコの国内最大の加工地である。

### 地名の由来
現在の留萌川を指すアイヌ語に由来するが諸説ある。中でも「潮汐が・静か・でいつもある・もの（川）」、すなわち「汐が奥深く入る川」を表す「ルㇽモオッペ（rur-mo-ot-pe）」が自然な説とされ、市でもこの説を取っている。

## 地理

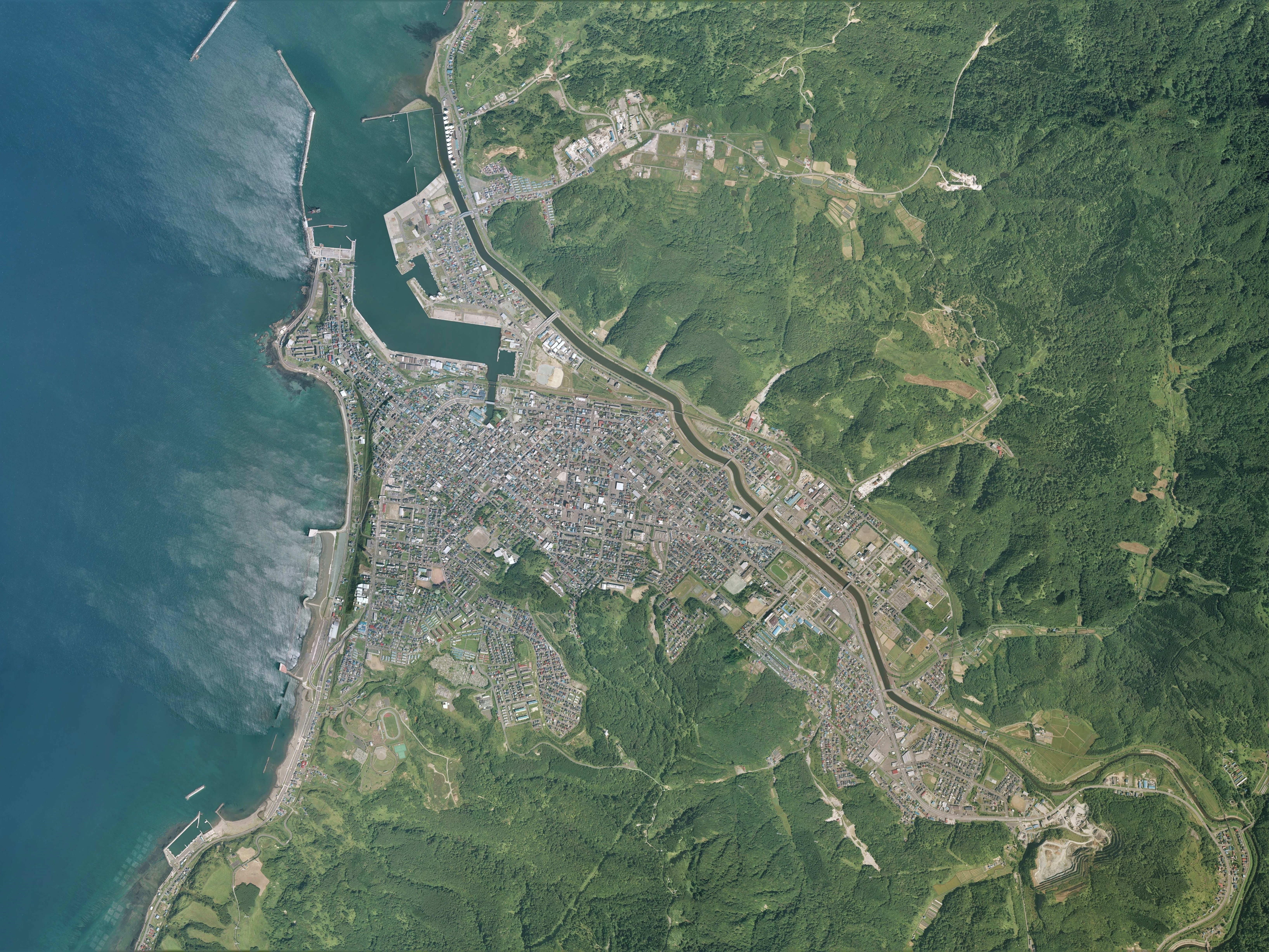
留萌市中心部周辺の空中写真。2009年9月3日撮影の12枚を合成作成。
。

留萌振興局南部、日本海沿岸に位置する。

### 地形

#### 山地
主な山
- ポロシリ山 (730.5m)

#### 河川
主な川
- 留萌川
- セタベツ川
- 八線沢川
- 十二線川
- 十五線川
- 林の川
- 中幌糠川
- チバベリ川
- チバベリ右川
- 桜庭川
- タルマップ川
- ポンルルモッペ川
- ヌルマップ川
- マサリベツ川

#### 湖沼
主な湖
- 中幌ダム

主な沼
- 礼受沼

#### 海岸
主な岬
- 黄金岬

### 地域

#### 住宅団地
- 道営住宅泉団地
- 道営住宅野本団地
- 道営住宅沖見団地
- 道営住宅栄町団地
- 道営住宅高砂団地
- 道営住宅野本中央団地

#### 周辺都市への距離
南方向
- 石狩 - 60km
- 小樽 - 110km
- 札幌 - 144km
- 函館 - 450km

北方向
- 羽幌 - 51km
- 天塩 - 109km
- 稚内 - 177km

東方向（山側）
- 深川 - 49km
- 旭川 - 72km
- 名寄 - 128km（苫前経由）
- 紋別 - 179km（名寄経由）

### 人口
| |                                        |  |
| 留萌市と全国の年齢別人口分布（2005年） | 留萌市の年齢・男女別人口分布（2005年） |  |
| ■紫色 ― 留萌市 ■緑色 ― 日本全国 | ■青色 ― 男性 ■赤色 ― 女性              |  |
| 留萌市（に相当する地域）の人口の推移 \| 1970年（昭和45年） \| 38,691人 \| \| \| 1975年（昭和50年） \| 36,882人 \| \| \| 1980年（昭和55年） \| 36,626人 \| \| \| 1985年（昭和60年） \| 35,542人 \| \| \| 1990年（平成2年） \| 32,429人 \| \| \| 1995年（平成7年） \| 30,060人 \| \| \| 2000年（平成12年） \| 28,325人 \| \| \| 2005年（平成17年） \| 26,826人 \| \| \| 2010年（平成22年） \| 24,454人 \| \| \| 2015年（平成27年） \| 22,221人 \| \| \| 2020年（令和2年） \| 20,114人 \| \| |                                        |  |
| 総務省統計局 国勢調査より |                                        |  |
| 1970年（昭和45年） | 38,691人                               |  |
| 1975年（昭和50年） | 36,882人                               |  |
| 1980年（昭和55年） | 36,626人                               |  |
| 1985年（昭和60年） | 35,542人                               |  |
| 1990年（平成2年） | 32,429人                               |  |
| 1995年（平成7年） | 30,060人                               |  |
| 2000年（平成12年） | 28,325人                               |  |
| 2005年（平成17年） | 26,826人                               |  |
| 2010年（平成22年） | 24,454人                               |  |
| 2015年（平成27年） | 22,221人                               |  |
| 2020年（令和2年） | 20,114人                               |  |

#### 消滅集落
2015年国勢調査によれば、以下の集落は調査時点で人口0人の消滅集落となっている。
- 留萌市 - 水面調査区,大字留萌村字留萌,大字留萌村字千葉辺利

### 隣接する自治体
留萌振興局
- 留萌郡小平町
- 増毛郡増毛町

空知総合振興局
- 雨竜郡北竜町
- 雨竜郡沼田町

## 気候
ケッペンの気候区分によると、留萌市は湿潤大陸性気候または亜寒帯湿潤気候に属する。寒暖の差が大きく気温の年較差、日較差が大きい顕著な大陸性気候である。降雪量が多く、周辺の自治体と同様に特別豪雪地帯に指定されている。
幌糠では冬季に-30℃前後の気温が観測されることが珍しくなく、近年でも2020年12月31日に-30.5℃を観測している。
| 留萌市大町（留萌特別地域気象観測所、標高24m）の気候     | 留萌市大町（留萌特別地域気象観測所、標高24m）の気候 | 留萌市大町（留萌特別地域気象観測所、標高24m）の気候 | 留萌市大町（留萌特別地域気象観測所、標高24m）の気候 | 留萌市大町（留萌特別地域気象観測所、標高24m）の気候 | 留萌市大町（留萌特別地域気象観測所、標高24m）の気候 | 留萌市大町（留萌特別地域気象観測所、標高24m）の気候 | 留萌市大町（留萌特別地域気象観測所、標高24m）の気候 | 留萌市大町（留萌特別地域気象観測所、標高24m）の気候 | 留萌市大町（留萌特別地域気象観測所、標高24m）の気候 | 留萌市大町（留萌特別地域気象観測所、標高24m）の気候 | 留萌市大町（留萌特別地域気象観測所、標高24m）の気候 | 留萌市大町（留萌特別地域気象観測所、標高24m）の気候 | 留萌市大町（留萌特別地域気象観測所、標高24m）の気候 |
| 月                                                      | 1月                                                 | 2月                                                 | 3月                                                 | 4月                                                 | 5月                                                 | 6月                                                 | 7月                                                 | 8月                                                 | 9月                                                 | 10月                                                | 11月                                                | 12月                                                | 年                                                  |
| ------------------------------------------------------- | --------------------------------------------------- | --------------------------------------------------- | --------------------------------------------------- | --------------------------------------------------- | --------------------------------------------------- | --------------------------------------------------- | --------------------------------------------------- | --------------------------------------------------- | --------------------------------------------------- | --------------------------------------------------- | --------------------------------------------------- | --------------------------------------------------- | --------------------------------------------------- |
| 最高気温記録 °C （°F）                                  | 8.3 (46.9)                                          | 14.0 (57.2)                                         | 16.8 (62.2)                                         | 24.6 (76.3)                                         | 29.3 (84.7)                                         | 32.0 (89.6)                                         | 33.7 (92.7)                                         | 35.6 (96.1)                                         | 33.1 (91.6)                                         | 28.3 (82.9)                                         | 21.2 (70.2)                                         | 14.0 (57.2)                                         | 35.6 (96.1)                                         |
| 平均最高気温 °C （°F）                                  | −1.0 (30.2)                                         | −0.4 (31.3)                                         | 3.2 (37.8)                                          | 9.4 (48.9)                                          | 15.4 (59.7)                                         | 19.2 (66.6)                                         | 23.1 (73.6)                                         | 24.6 (76.3)                                         | 21.4 (70.5)                                         | 15.2 (59.4)                                         | 7.8 (46)                                            | 1.3 (34.3)                                          | 11.6 (52.9)                                         |
| 日平均気温 °C （°F）                                    | −4.1 (24.6)                                         | −3.7 (25.3)                                         | 0.0 (32)                                            | 5.5 (41.9)                                          | 11.1 (52)                                           | 15.4 (59.7)                                         | 19.6 (67.3)                                         | 20.9 (69.6)                                         | 17.2 (63)                                           | 11.1 (52)                                           | 4.4 (39.9)                                          | −1.5 (29.3)                                         | 8.0 (46.4)                                          |
| 平均最低気温 °C （°F）                                  | −7.4 (18.7)                                         | −7.4 (18.7)                                         | −3.5 (25.7)                                         | 1.6 (34.9)                                          | 7.2 (45)                                            | 12.3 (54.1)                                         | 16.7 (62.1)                                         | 17.7 (63.9)                                         | 13.1 (55.6)                                         | 6.9 (44.4)                                          | 1.1 (34)                                            | −4.4 (24.1)                                         | 4.5 (40.1)                                          |
| 最低気温記録 °C （°F）                                  | −23.4 (−10.1)                                       | −22.8 (−9)                                          | −22.4 (−8.3)                                        | −10.1 (13.8)                                        | −2.8 (27)                                           | 1.6 (34.9)                                          | 5.0 (41)                                            | 7.1 (44.8)                                          | 1.1 (34)                                            | −4.4 (24.1)                                         | −9.5 (14.9)                                         | −21.4 (−6.5)                                        | −23.4 (−10.1)                                       |
| 降水量 mm （inch）                                      | 95.8 (3.772)                                        | 68.5 (2.697)                                        | 53.5 (2.106)                                        | 43.2 (1.701)                                        | 59.7 (2.35)                                         | 56.3 (2.217)                                        | 113.9 (4.484)                                       | 126.6 (4.984)                                       | 145.4 (5.724)                                       | 131.4 (5.173)                                       | 140.0 (5.512)                                       | 119.9 (4.72)                                        | 1,154.1 (45.437)                                    |
| 降雪量 cm （inch）                                      | 165 (65)                                            | 120 (47.2)                                          | 75 (29.5)                                           | 9 (3.5)                                             | 0 (0)                                               | 0 (0)                                               | 0 (0)                                               | 0 (0)                                               | 0 (0)                                               | 0 (0)                                               | 35 (13.8)                                           | 147 (57.9)                                          | 546 (215)                                           |
| 平均降水日数 （≥0.5 mm）                                | 23.8                                                | 19.8                                                | 16.8                                                | 12.4                                                | 10.8                                                | 9.7                                                 | 10.7                                                | 11.3                                                | 14.4                                                | 17.1                                                | 21.3                                                | 24.8                                                | 193.1                                               |
| 平均降雪日数                                            | 29.9                                                | 26.1                                                | 23.2                                                | 10.3                                                | 0.7                                                 | 0.0                                                 | 0.0                                                 | 0.0                                                 | 0.0                                                 | 2.2                                                 | 17.1                                                | 28.8                                                | 139.4                                               |
| % 湿度                                                  | 77                                                  | 75                                                  | 72                                                  | 72                                                  | 76                                                  | 82                                                  | 85                                                  | 83                                                  | 79                                                  | 74                                                  | 74                                                  | 76                                                  | 77                                                  |
| 平均月間日照時間                                        | 48.0                                                | 69.7                                                | 129.7                                               | 174.5                                               | 201.2                                               | 174.0                                               | 169.2                                               | 174.4                                               | 167.5                                               | 124.3                                               | 51.9                                                | 29.6                                                | 1,514                                               |
| 出典：気象庁 (平均値：1991年-2020年、極値：1943年-現在) |                                                     |                                                     |                                                     |                                                     |                                                     |                                                     |                                                     |                                                     |                                                     |                                                     |                                                     |                                                     |                                                     |

| 幌糠（1991年 - 2020年）の気候      | 幌糠（1991年 - 2020年）の気候 | 幌糠（1991年 - 2020年）の気候 | 幌糠（1991年 - 2020年）の気候 | 幌糠（1991年 - 2020年）の気候 | 幌糠（1991年 - 2020年）の気候 | 幌糠（1991年 - 2020年）の気候 | 幌糠（1991年 - 2020年）の気候 | 幌糠（1991年 - 2020年）の気候 | 幌糠（1991年 - 2020年）の気候 | 幌糠（1991年 - 2020年）の気候 | 幌糠（1991年 - 2020年）の気候 | 幌糠（1991年 - 2020年）の気候 | 幌糠（1991年 - 2020年）の気候 |
| 月                                 | 1月                           | 2月                           | 3月                           | 4月                           | 5月                           | 6月                           | 7月                           | 8月                           | 9月                           | 10月                          | 11月                          | 12月                          | 年                            |
| ---------------------------------- | ----------------------------- | ----------------------------- | ----------------------------- | ----------------------------- | ----------------------------- | ----------------------------- | ----------------------------- | ----------------------------- | ----------------------------- | ----------------------------- | ----------------------------- | ----------------------------- | ----------------------------- |
| 最高気温記録 °C （°F）             | 8.1 (46.6)                    | 12.4 (54.3)                   | 13.7 (56.7)                   | 26.0 (78.8)                   | 32.5 (90.5)                   | 34.2 (93.6)                   | 35.3 (95.5)                   | 35.9 (96.6)                   | 31.9 (89.4)                   | 28.3 (82.9)                   | 20.5 (68.9)                   | 12.4 (54.3)                   | 35.9 (96.6)                   |
| 平均最高気温 °C （°F）             | −2.2 (28)                     | −1.2 (29.8)                   | 2.8 (37)                      | 9.4 (48.9)                    | 17.2 (63)                     | 21.3 (70.3)                   | 24.9 (76.8)                   | 25.7 (78.3)                   | 21.8 (71.2)                   | 15.0 (59)                     | 6.6 (43.9)                    | −0.2 (31.6)                   | 11.8 (53.2)                   |
| 日平均気温 °C （°F）               | −6.5 (20.3)                   | −6.1 (21)                     | −1.8 (28.8)                   | 3.9 (39)                      | 10.9 (51.6)                   | 15.5 (59.9)                   | 19.6 (67.3)                   | 20.3 (68.5)                   | 15.7 (60.3)                   | 9.1 (48.4)                    | 2.5 (36.5)                    | −3.6 (25.5)                   | 6.6 (43.9)                    |
| 平均最低気温 °C （°F）             | −12.0 (10.4)                  | −12.5 (9.5)                   | −7.6 (18.3)                   | −1.6 (29.1)                   | 4.7 (40.5)                    | 10.6 (51.1)                   | 15.2 (59.4)                   | 15.8 (60.4)                   | 10.3 (50.5)                   | 3.7 (38.7)                    | −1.4 (29.5)                   | −7.6 (18.3)                   | 1.5 (34.7)                    |
| 最低気温記録 °C （°F）             | −35.4 (−31.7)                 | −33.4 (−28.1)                 | −30.0 (−22)                   | −18.4 (−1.1)                  | −4.2 (24.4)                   | 0.2 (32.4)                    | 5.8 (42.4)                    | 5.8 (42.4)                    | 0.1 (32.2)                    | −6.3 (20.7)                   | −17.4 (0.7)                   | −30.5 (−22.9)                 | −35.4 (−31.7)                 |
| 降水量 mm （inch）                 | 161.5 (6.358)                 | 106.9 (4.209)                 | 82.4 (3.244)                  | 57.2 (2.252)                  | 66.7 (2.626)                  | 59.8 (2.354)                  | 119.4 (4.701)                 | 135.4 (5.331)                 | 162.4 (6.394)                 | 160.4 (6.315)                 | 202.8 (7.984)                 | 194.4 (7.654)                 | 1,509 (59.409)                |
| 降雪量 cm （inch）                 | 301 (118.5)                   | 225 (88.6)                    | 153 (60.2)                    | 53 (20.9)                     | 2 (0.8)                       | 0 (0)                         | 0 (0)                         | 0 (0)                         | 0 (0)                         | 0 (0)                         | 105 (41.3)                    | 288 (113.4)                   | - (443.7)                     |
| 平均降水日数 （≥1.0 mm）           | 24.1                          | 19.3                          | 17.0                          | 12.0                          | 10.8                          | 8.8                           | 9.5                           | 10.8                          | 13.4                          | 16.3                          | 22.2                          | 25.3                          | 189.5                         |
| 平均月間日照時間                   | 40.8                          | 60.7                          | 115.8                         | 168.2                         | 197.8                         | 167.1                         | 161.7                         | 164.0                         | 158.8                         | 120.7                         | 53.3                          | 27.6                          | 1,436.5                       |
| 出典1：Japan Meteorological Agency |                               |                               |                               |                               |                               |                               |                               |                               |                               |                               |                               |                               |                               |
| 出典2：気象庁                      |                               |                               |                               |                               |                               |                               |                               |                               |                               |                               |                               |                               |                               |

## 歴史

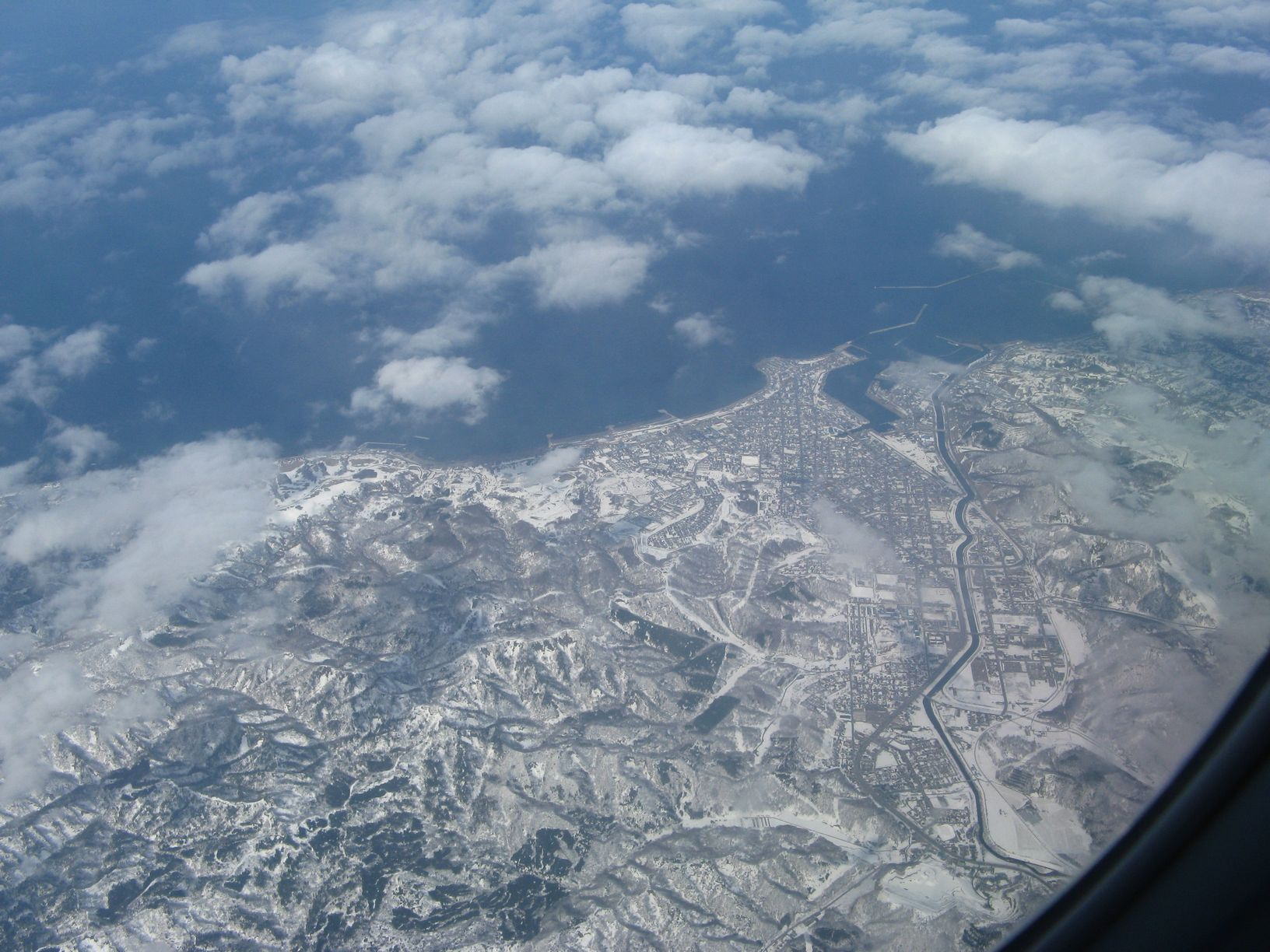
上空から望む留萌市街

- 江戸時代まではアイヌと日本人が混在、明治期にニシン漁の北上に伴い漁村として日本人の村が市内に点在。
- 大正期に入り、各地に炭鉱（大和田炭鉱、豊平炭鉱、浅野炭鉱、達布炭鉱）が発見され隆盛をきわめる。昭和22年頃には留萌本線、羽幌線、天塩炭砿鉄道、留萠鉄道、達布森林鉄道など多くの鉄道路線が留萌駅に乗り入れしていた。

### 沿革
1960年代までの人口は4万人以上であったが、ニシン漁の衰退や炭鉱の相次ぐ閉山により減少に転じた。
- 1786年（天明6年） - 留萌神社の創建。
- 1867年（慶応3年） - ルルモッペ場所が箱館奉行直轄となる。
- 1869年（明治2年） - ルルモッペを留萌（るもえ）と命名する、山口藩支配となる。
- 1877年（明治10年） - 戸長役場を元町（川北）に建造する（留萌市の開基）。
- 1899年（明治32年） - 大和田炭鉱開業
- 1902年（明治35年） - 留萌郡礼受村（れうけ）を編入。二級町村制施行、留萌郡留萌村が発足。
- 1907年（明治40年） - 留萌郡三泊村（さんどまり）と合併し、改めて留萌郡留萌村が発足。一級村制施行。
- 1908年（明治41年） - 町制施行し留萌町となる。
- 1910年（明治43年） - 留萌 - 深川間に鉄道開通。
- 1914年（大正3年） - 増毛支庁を現在の留萌市に移し、留萌支庁と改称する。
- 1918年（大正7年） - 留萌町で初の中等教育を実践する留萌実科女子学校が開校する。
- 1919年（大正8年） - 北炭豊平炭鉱開業。
- 1919年（大正9年） - 国内最北の普通中等教育機関である留萌高等女学校開校[7]。
- 同年 - 留萌家政学校開校[7]
- 1921年（大正10年） - 留萌 - 増毛間に鉄道開通。
- 同年 - 留萌港築港費として生命保険会社向けに年利10%で町債249万5千円を発行、石炭、木材の積出港として整備を始める。
- 1923年（大正12年） - 国内最北の中学校である旧制留萌中学校が開校する[7]。
- 1924年（大正13年）-8月1日、留萌実業新聞社社屋、天塩サイダー本社工場等焼失
- 同年8月31日 - 留萌日日新聞社設立、9月1日より発刊
- 同年9月19日 - 留萌実業新聞杯野球大会（留萌町初の硬式野球大会）が開催される。
- 1925年（大正14年） - 折からの不況により町債のデフォルトを蓬莱生命、帝国生命、朝日生命、太陽生命、福寿生命、国光生命、常盤生命に宣言、社会問題になる。
- 同年 - 留萌実科女子学校、留萌家政学校、留萌高等女学校が統合、新「留萌高等女学校」になる[7]。
- 1927年（昭和2年） - 留萌本線留萌-大椴間開業
- 1928年（昭和3年） - 留萌鉄道桟橋会社を京橋区銀座7-5に設立、留萌築港線開業、留萌駅から留萌港までの鉄道輸送が始まり、国内外との交易量が飛躍的に拡大する。
- 1929年（昭和4年） - 留萌鉄道が恵比島駅から太刀別駅の留萌炭鉱線を開業し、浅野、昭和炭鉱から留萌港までの石炭輸送を本格的に開始する。
- 1931年（昭和6年） - 羽幌線大椴-古丹別間開業
- 1940年（昭和15年） - 古丹別森林鉄道古丹別線開業、古丹別の木材の羽幌線、留萌築港線経由の留萌港への積み出しが始まる。
- 同年 - 羽幌森林鉄道羽幌奥羽幌間開業、羽幌線、築港線経由での留萌港への木材積出しが急増。
- 1941年（昭和16年） - 天塩炭鉱鉄道留萌-達布間が開業、天塩炭田の石炭の留萌港から本格的な積み出しが始まる。
- 同年 - 羽幌炭鉱鉄道築別炭砿線開業、築別炭砿からの羽幌線、築港線経由の留萌港からの石炭の本格的な積み出しが始まり、留萌港周辺に運送会社、商社、炭鉱会社の支店が集まる。
- 1943年（昭和18年） - 古丹別森林鉄道三毛別線開業、三毛別の木材の羽幌線、留萌築港線経由の留萌港への積み出しが始まる。
- 1944年（昭和19年） - 国内最北の市町村立中学校である旧制留萌町立中学校開校[7]。
- 1945年（昭和20年） - 達布森林鉄道、天塩炭鉱鉄道達布-滝下間開業、小平地方の木材の留萌港からの本格輸送（天鉄、留鉄築港線軽油）が始まる。
- 同年 - 停戦後の8月22日、留萌沖で樺太引き揚げ船三隻が撃沈される（三船殉難事件）。停戦後、スターリンがトルーマンに「留萌と釧路を結ぶ線以北にソビエト軍を進駐させる」という提案をしたが、トルーマンは拒否した。しかし、トルーマンが8月18日に拒否した後、極東ソ連軍総司令官 A・ワシレフスキーは、第一極東方面軍司令官 K・メーレツコフに北海道北部(釧路-留萌以北)と千島列島南部を8月19日から9月1日までの間に占領するよう命令している[8]。
- 1947年（昭和22年）10月1日 - 市制施行し留萌市となる。
- 1948年（昭和23年） - 留萌市立千鳥学院高等学校開校[7]。
- 1949年（昭和24年） - 羽幌炭鉱鉄道上羽幌線曙-三毛別間開業、羽幌炭鉱のからの留萌港への石炭積み出しが急増、留萌駅から魚の行商に出かける戦争未亡人が大量に表れる。
- 1954年（昭和29年） - 留萌市立高校閉校[7]。
- 1930年（昭和30年）3月17日 - 大和田炭鉱大和田鉱業所でガス噴出事故。5人が窒息死[9]。
- 1956年（昭和31年） - 三井物産の取り扱いによる数の子の留萌港での輸入および市内での加工が始まり空前の大ヒットとなる。
- 1958年（昭和33年） - 達布森林鉄道廃止、天塩鉄道を経由せず留萌港までのトラック輸送に転換、天塩鉄道の貨物事業が赤字に陥る。
- 同年 - 元町大火により旧市街のほとんどが消失し、市の経済に深刻な打撃を与える。
- 1959年（昭和34年） - 大和田炭鉱閉山、失業者が市内に急増する。
- 1960年（昭和35年） - 三井物産によるタラコの国内移入加工が始まり空前の大ヒットとなる。
- 1961年（昭和36年） - 古丹別森林鉄道、輸入材の急増により廃止、留萌港の利用が急減する。
- 同年 - 留萌市立千鳥学院高校閉校[7]。
- 1963年（昭和38年） - 羽幌森林鉄道廃止、羽幌地方の木材の留萌駅、留萌港利用が無くなり、留萌の木材加工業が衰退する。
- 1965年（昭和40年） - 市内で初の看護婦養成機関である留萌医師会看護高等専修学校が開校。
- 1966年（昭和41年） - 留萌地方初の工業高校である留萌工業高等学校が開校[7]。
- 1967年（昭和42年） - 炭鉱の閉山により貨物輸送が停止した天塩炭鉱鉄道が廃止され、子会社の天鉄バスによるバス輸送に転換。
- 1969年（昭和44年） - 留萌鉄道営業休止、旅客輸送は沼田町営バスに転換。
- 1970年（昭和45年）羽幌炭鉱鉄道廃止、留萌駅の乗降客が急減、留萌港の取り扱いも急減し、留萌市から企業の撤退が相次ぐ。
- 同年 - 豊平炭鉱閉山、再び市内に失業者が急増する。
- 1971年（昭和46年） - 留萌高等学校、夏の甲子園出場（0-1 県立岐阜商業高校）
- 1972年（昭和47年） - 本市出身の若松勉（留萌東光小－留萌中-ヤクルト）が道内出身者初の首位打者を獲得。
- 1977年（昭和52年） - 開基100年。
- 同年 - 若松勉が2度目の首位打者獲得。
- 1987年（昭和62年） - 国鉄羽幌線廃止、留萌本線が盲腸線となる。
- 1997年（平成9年） - 開基120年。
- 1998年（平成10年） - 留萌工業高校が閉校。
- 同年 -本市出身の大高友美（クロカン）が長野オリンピック出場。
- 1999年（平成11年） - 留萌医師会看護高等専修学校が閉校。
- 2002年（平成14年） -本市出身の大高友美（クロカン）、武山香織（スノーボードハーフパイプ）がソルトレークオリンピック出場。
- 2004年（平成16年） - 増毛町・小平町と法定の「留萌南部三市町合併協議会」を設置。
- 2004年（平成16年） - エフエムもえるの開局。
- 2005年（平成17年） - 1月12日合併協議会の解散が決まる。
- 2006年（平成18年） - 本市出身の五十嵐亮太（ヤクルト）と本間満（ダイエー）がオールスターゲームに投票で選出され、市内出身者が初めて複数名同時選出された。
- 同年 - 本市出身の大高友美（バイアスロン）がトリノオリンピック出場。

## 政治

### 行政

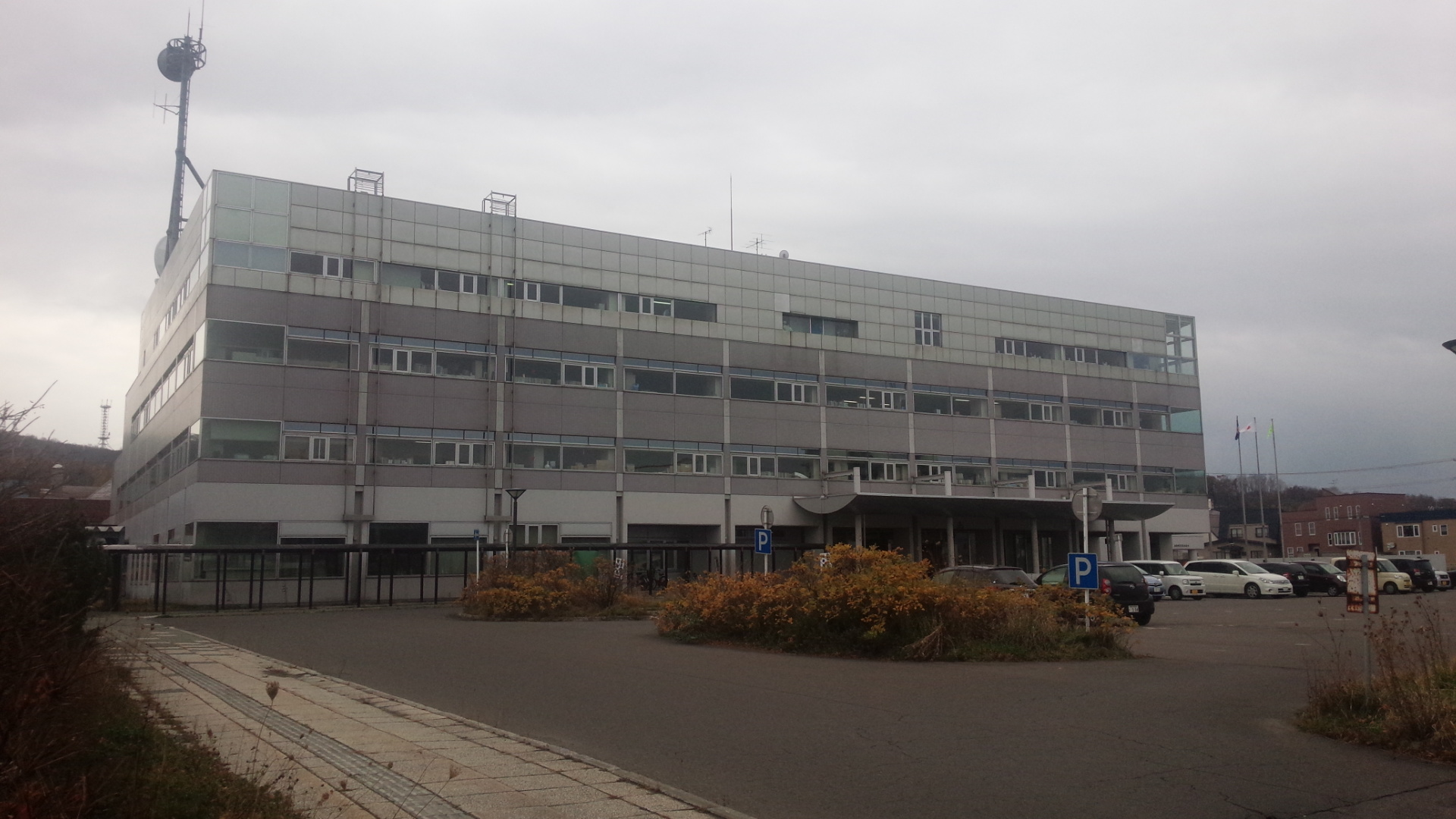
留萌振興局

#### 役所
- 留萌市役所

#### 市長
- 市長：中西俊司（2018年3月10日就任、2期目）

歴代市長
| 代      | 氏名       | 就任日                    | 退任日                    |
| ------- | ---------- | ------------------------- | ------------------------- |
| 初-2代  | 原田太八   | 1947年（昭和22年）10月1日 | 1954年（昭和29年）2月27日 |
| 3-4代   | 橋本作市   | 1954年（昭和29年）3月27日 | 1962年（昭和37年）3月1日  |
| 5-10代  | 原田榮一   | 1962年（昭和37年）3月10日 | 1986年（昭和61年）3月9日  |
| 11-12代 | 五十嵐悦郎 | 1986年（昭和61年）3月10日 | 1994年（平成6年）3月9日   |
| 13-15代 | 長沼憲彦   | 1994年（平成6年）3月10日  | 2006年（平成18年）3月9日  |
| 16代    | 高橋定敏   | 2006年（平成18年）3月10日 | 2018年（平成30年）3月9日  |
| 17代    | 中西俊司   | 2018年（平成30年）3月10日 | 現職                      |

#### 財政
近年、税収や人口の減少の影響で留萌市の財政は悪化している。

### 議会

#### 市議会
定数は14人。
| 会派       | 議席数 |
| ---------- | ------ |
| 民主       | 2      |
| 萌政会     | 3      |
| 萌芽クラブ | 3      |
| 留萌公明党 | 2      |
| 無会派     | 4      |

（2019年6月3日現在）

## 国家機関

### 官公庁

#### 法務省
- 旭川地方法務局留萌支局

検察庁
- 旭川地方検察庁留萌支部・留萌区検察庁（旭川地方検察庁事務取扱）

#### 財務省
- 函館税関札幌税関支署留萌出張所

国税庁
- 札幌国税局留萌税務署

#### 厚生労働省
- 北海道労働局
  - 留萌労働基準監督署
  - 留萌公共職業安定所（ハローワーク留萌）
- 小樽検疫所留萌・石狩出張所（小樽検疫所事務取扱）

#### 農林水産省
林野庁
- 北海道森林管理局留萌南部森林管理署

#### 国土交通省
- 北海道開発局留萌開発建設部
  - 留萌開発事務所
  - 留萌開発事務所留萌ダム管理支所
  - 留萌港湾事務所

海上保安庁
- 第一管区海上保安本部留萌海上保安部

#### 防衛省
- 陸上自衛隊 北部方面隊
  - 第26普通科連隊（第2師団）
  - 留萌駐屯地
  - 大和田訓練場
  - 留萌演習場
  - マサリベツ演習場
- 自衛隊旭川地方協力本部留萌地域事務所

### 裁判所
- 旭川地方裁判所留萌支部
- 旭川家庭裁判所留萌支部
- 留萌簡易裁判所
  - 留萌管内のうち、北部2町（天塩町・遠別町）は稚内支部の管轄である。

### 道の機関
- 北海道留萌振興局
- 北海道教育庁留萌教育局

### 特殊法人
- 日本年金機構留萌年金事務所
- 日本放送協会旭川放送局留萌支局

## 施設

### 警察
警察署
- 北海道旭川方面留萌警察署

交番
- 駅前交番
- 幸町交番

駐在所
- 潮静駐在所
- 幌糠駐在所
- 港北駐在所

### 消防
本部
- 留萌消防組合消防本部

消防署
- 留萌消防署

### 医療
- 留萌市立病院
- 荻野病院（2025年3月末で運営停止）[11]
- 留萌記念病院
- 留萌セントラルクリニック

### 郵便局
- 留萌郵便局（集配局）
- 留萌開運郵便局
- 留萌沖見郵便局
- 留萌元町郵便局
- 留萌南郵便局
- 大和田郵便局
- 幌糠郵便局
- 礼受簡易郵便局

### 文化施設
- 留萌市民センター（留萌市中央公民館）
- 留萌市文化センター
- 市立留萌図書館

### 運動施設
- 留萌市スポーツセンター
- 留萌市勤労者体育センター
- 浜中運動公園

## 対外関係

### 姉妹都市･提携都市

#### 海外
姉妹都市
- ウランウデ市（ロシア連邦 ブリヤート共和国）
1972年（昭和47年）7月5日 - 姉妹都市締結。

友好港湾
- 営口市（中華人民共和国遼寧省）
1990年（平成2年）4月17日 - 友好港湾締結。

## 経済
1900年代まではニシン漁にのみ頼る漁業の町で、定住人口は4万人弱、出稼ぎ労働者は3万人以上いて、歓楽街は大いに賑わっていた。
1910年代から周辺の炭鉱開発が進み、鉱業の占有率が年々高まった。また1950年のニシン資源の枯渇からは、水産加工業者向けに三井物産などが海外から魚卵などを輸入し、さらに市内の木材加工業者も1950年代から北洋材の輸入を始めたため、1950年以降は市の経済は貿易と鉱業の2本柱となった。
また、このころ市内の水産加工業者が数の子を黄色く加工し、贈答用に売り出したところ、空前の大ヒットとなり、1950年代の留萌港の国内における数の子輸入のシェアはほぼ100％であった。
この成功から稚内市、岩内町、紋別市などの道内の漁港に貿易船を派遣し、国内交易によりタラコを集積した上で、真っ赤に加工し、贈答用に売り出した。こちらも大ヒットし、1950年代のタラコ加工の国内における留萌市内の水産加工会社のシェアは60%を超えていた。
1960年代に炭鉱が閉山となり、私鉄も相次いで解散し、1960年代以降は貿易と工業の2本柱となった。
しかし、大消費地に近い札幌や首都圏の工場に数の子、タラコのシェアを奪われ、市内の水産加工業は年々衰退したため、1970年代には地場企業の首切り、賃金カットが進み、歓楽街の衰退、小売店の閉店、企業の支店の撤退を招いた。
その頃より市の行政は「官依存」に傾倒して行き、政界も革新から保守へのシフトが進み、中央への陳情による土建行政が始まった。
1980年代には市内の失業者を受け入れるために港湾、道路、ごみ処理場の整備をはじめ、高額所得法人の上位を土建業者が占めるようになり、市債の発行が急激に膨らんだ。
1990年代には木材加工業者が廃業、あるいは海外進出し、市内での経済活動がほとんどなくなり、木材輸入業者も市内から撤退した。頼みの「官」も留萌海運局の旭川への移転、留萌海上保安局の小樽への統合など撤退が相次ぎ、商店街はかつてない不安定な状況に立たされた。1990年代以降の市内の経済は公務員の給与と、公共工事に依存する典型的な官依存の都市となった。
2000年（平成12年）の国勢調査による従事者数の割合は公務員を含む第三次産業だけで全従事者数の7割以上を占め圧倒的に高く、第二次産業が3割。第1次産業は3%余りを占めるに過ぎない。
細目ではサービス業26.28%、卸売・小売・飲食店20.28%、建設業16.42%、製造業12.04%、その他（分類不能）公務員11.78%、運輸・通信業6.23%、金融・保険業2.50%、農業1.76%、漁業1.18%、電気・ガス・熱供給業0.61%、林業0.55%、工業0.16%の順となっている。
うち公務員について「その他公務員」11.78%に各産業別公務員（市立文化センター職員は「サービス業」に分類など）の合計10.55%を含めると全体の22.3%を占めている。

### 組合
農協・漁協
- るもい農業協同組合（JAるもい）留萌支所・幌糠支所
- 新星マリン漁業協同組合

### 物流
- ヤマト運輸：道北主管支店

留萌南センター・留萌北センター
- 佐川急便：深川営業所（深川市）

### 金融機関
- 留萌信用金庫
- 北洋銀行留萌支店
- 北海道銀行留萌支店
- 北海道労働金庫留萌支店

### 拠点を置く主な企業
鉱工業
- ENEOS株式会社留萌油槽所
- 井原水産株式会社
- 株式会社加藤水産
- 株式会社浜本水産
- 石塚コンクリート

商業
- ホクレン留萌支所
- 株式会社ワタミバイオ耕研
- 澤井石油商事株式会社
- カナモト留萌営業所

小売業
- チューオー株式会社

運輸・倉庫
- 日本通運株式会社留萌支店
- 旭川通運株式会社留萌支店
- 旭川食糧株式会社留萌支店（旧留萌米穀株式会社本社）

その他
- 留萌ひまわり基金法律事務所
- オロロンひまわり基金法律事務所

## 情報･通信

### マスメディア

#### 新聞社
- 株式会社留萌新聞社
- 株式会社北海道建設新聞社留萌支局
- 北海道新聞社留萌支局

#### 通信社
- 株式会社北海道通信社留萌支局

#### 放送局
テレビ
- NHK旭川放送局留萌支局

ラジオ
- 株式会社エフエムもえる

#### 中継局
テレビ
- 留萌テレビ中継局

ラジオ
- 留萌ラジオ中継局

## 教育

### 高等学校
道立
- 北海道留萌高等学校

### 中学校
市立
- 留萌市立留萌中学校
- 留萌市立港南中学校

### 小学校
市立
- 留萌市立留萌小学校
- 留萌市立東光小学校
- 留萌市立港北小学校
- 留萌市立潮静小学校
- 留萌市立緑丘小学校

### 統合・廃止された学校
- 北海道留萌市立高等学校（公立<市立>、廃校）
- 北海道留萌千鳥学院高等学校（公立<市立>、留萌市立高等学校に統合）
- 北海道留萌女子高等学校（公立<道立>、留萌高等学校に統合）
- 北海道留萌千望高等学校（公立<道立>、2018年3月留萌高等学校に統合）
- 北海道留萌工業高等学校（公立<道立>、廃校）
- 留萌市立幌糠中学校（2007年3月廃校）
- 留萌市立北光中学校（2018年3月港南中学校に統合）
- 留萌市立礼受小学校（廃校）
- 留萌市立峠下小学校（廃校）
- 留萌市立三泊小学校（廃校）
- 留萌市立沖見小学校（留萌小学校に統合）
- 留萌市立幌糠小学校（2014年3月廃校）
- 留萌市立樽真布小中学校

## 交通

### 港湾
- 留萌港（重要港湾）

### 鉄道
2023年4月1日に北海道旅客鉄道（JR北海道）留萌本線の石狩沼田駅 - 留萌駅間が廃止されたのを最後に市内からすべての鉄道路線が消滅した。
現在の最寄り駅は、留萌本線石狩沼田駅。
かつて存在した路線
- 北海道旅客鉄道（JR北海道）
  - 留萌本線
    - 峠下駅 - 東幌糠駅 - 幌糠駅 - 桜庭駅 - 藤山駅 - 大和田駅 - 留萌駅 - 瀬越駅 - 礼受駅（留萌 - 礼受間は2016年、峠下 - 留萌間は2023年廃止）
      - ※桜庭駅は1990年に駅のみ廃止、東幌糠駅は2006年に駅のみ廃止、その他の駅は当該区間の廃線により廃止

  - 羽幌線 : 留萠駅 - 三泊駅（1987年廃止）
- 天塩炭砿鉄道
  - 留萠駅 - 春日町駅 - 桜山駅（1967年廃止）

### バス

#### 一般路線バス
- 沿岸バス：留萌市内完結の一般路線のほか、留萌市と以下の市町村を結ぶ路線バスを運行する。
  - 旭川市 - 深川市 - 秩父別町 - 北竜町 - 留萌市（道北バスと共同運行）
  - 留萌市 - 増毛町
  - 留萌市 - 小平町 - 苫前町 - 羽幌町 - 初山別村 - 遠別町 - 天塩町 - 幌延町 - 豊富町

#### 高速バス
札幌市と留萌市を結ぶ高速バス路線が複数運行されているほか、旭川市への高速バスもある。
以下すべて昼行運行（当市を発着する夜行高速バスはない）。太字は留萌市内の停車地。
| 愛称名           | 運行会社       | 運行区間                                                                        |
| ---------------- | -------------- | ------------------------------------------------------------------------------- |
| 高速るもい号     | 北海道中央バス | 札幌市 - 滝川市 - 幌糠 - 東橋 - 合同庁舎前 - 錦町 - 本町十字街 - 留萌ターミナル |
| 高速るもい号     | 北海道中央バス | 札幌市 - 深川市 - 東橋 - 合同庁舎前 - 錦町 - 本町十字街 - 留萌ターミナル        |
| 特急はぼろ号     | 沿岸バス       | 札幌市 - 大和田 - 東橋 - 元川町 - 春日町1丁目                                   |
| 特急ましけ号     | 沿岸バス       | 札幌市 - 石狩市 - 礼受 - 寿町1丁目 - 留萌十字街 - 錦町 - 開運町2丁目 - 留萌駅前 |
| 特急あさひかわ号 | 沿岸バス       | 旭川市 - 元川町 - 留萌合同庁舎前 - 留萌駅前 - 春日町1丁目                       |

### 道路
市内の元川町2丁目交差点は、国道231号（ - 起点・札幌市）、国道232号（ - 起点・稚内市）、国道233号（ - 起点・旭川市）が集まる国内でも珍しい連番3国道の終点となっている。

#### 高速道路
- E62 深川留萌自動車道
  - 留萌幌糠IC - 留萌大和田IC - 留萌IC

#### 国道
- 国道231号（オロロンライン）
- 国道232号（オロロンライン）
- 国道233号（留萌国道）

#### 道道
- 北海道道21号留萌停車場線
- 北海道道22号留萌港線
- 北海道道549号峠下沼田線
- 北海道道550号幌糠小平停車場線
- 北海道道613号豊平峠下停車場線
- 北海道道801号樽真布幌糠線
- 北海道道1031号神居岩総合公園線
- 北海道道1048号留萌小平線
- 北海道道1068号留萌北竜線

## 観光

### 世界三大波濤
チェンナイ、ウィック、留萌

### 名所・旧跡
- 暑寒別天売焼尻国定公園
- 旧留萌佐賀家漁場（国の史跡）

### 観光スポット
- 黄金岬（おうごんみさき）…夕陽の名所

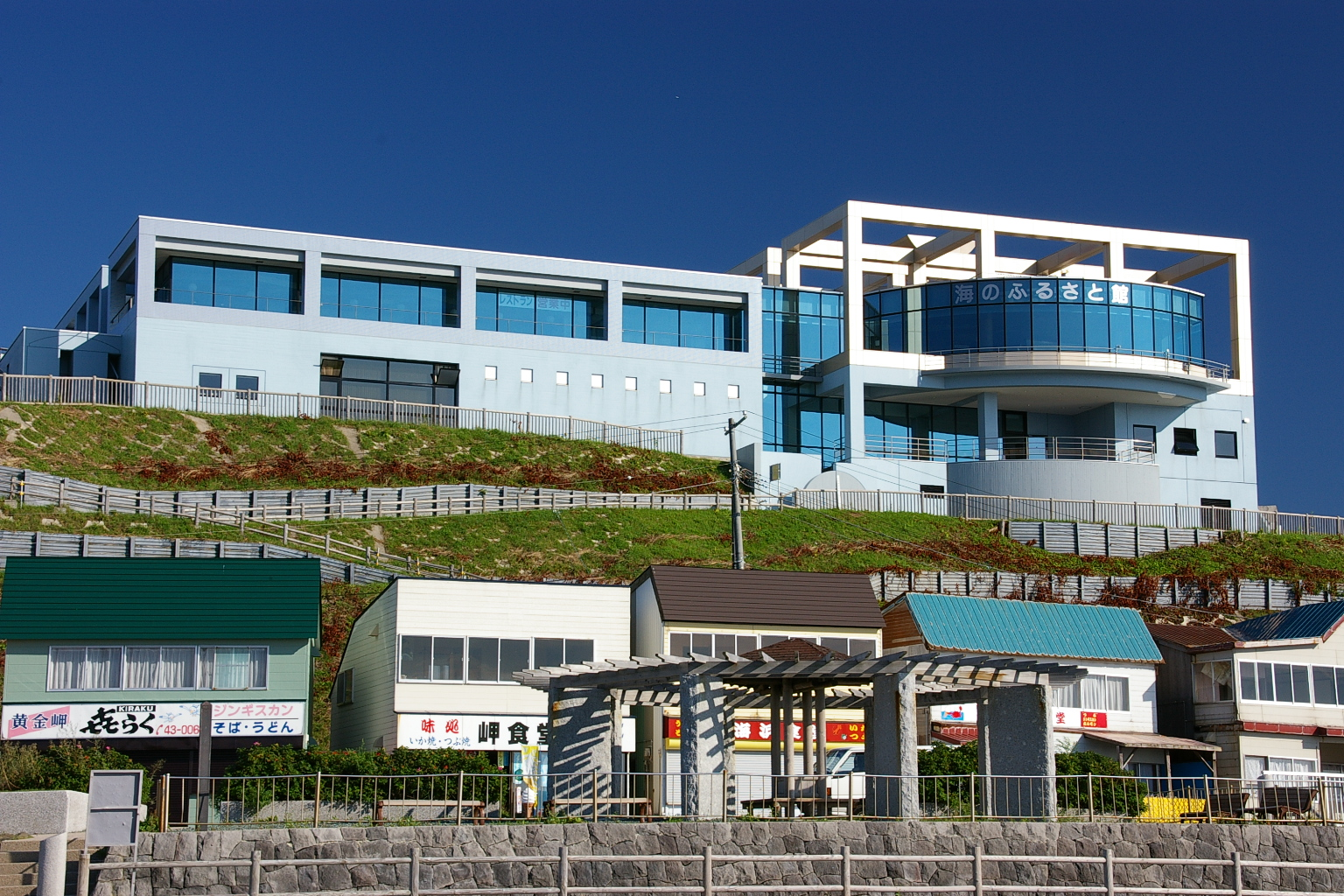
留萌市海のふるさと館
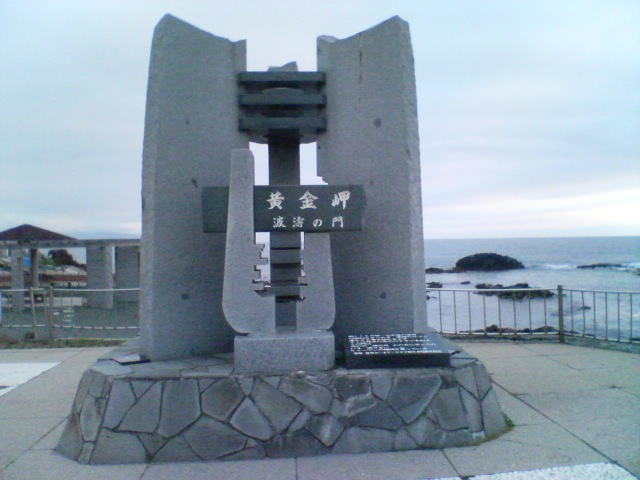
黄金岬の「波濤の門」（2007年（平成19年）7月撮影）
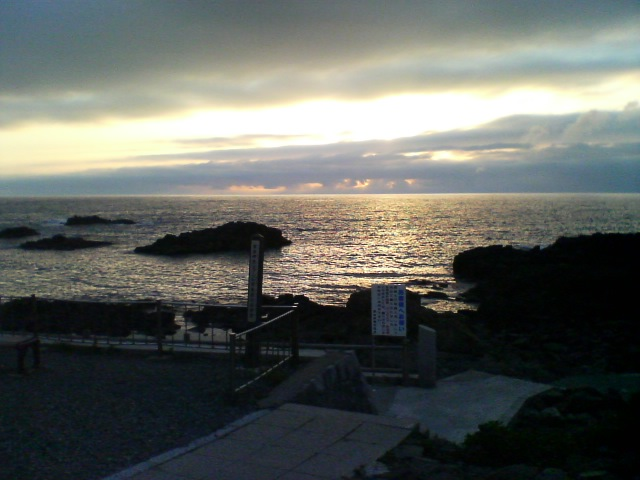
黄金岬から日本海を望む（2007年（平成19年）7月撮影）
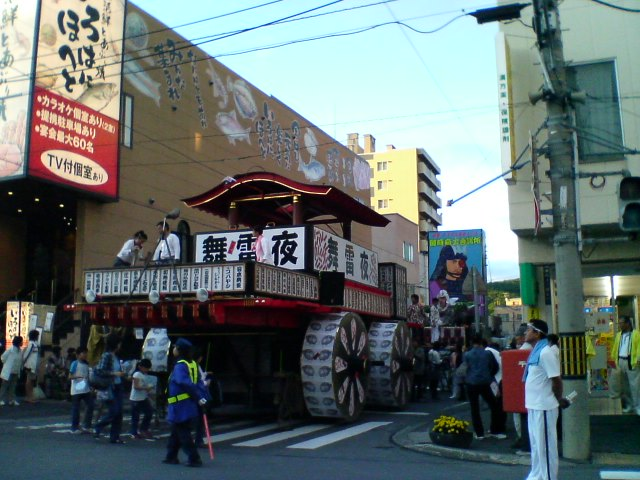
るもい呑涛まつりで使われる「あんどん」（2007年（平成19年）7月撮影）
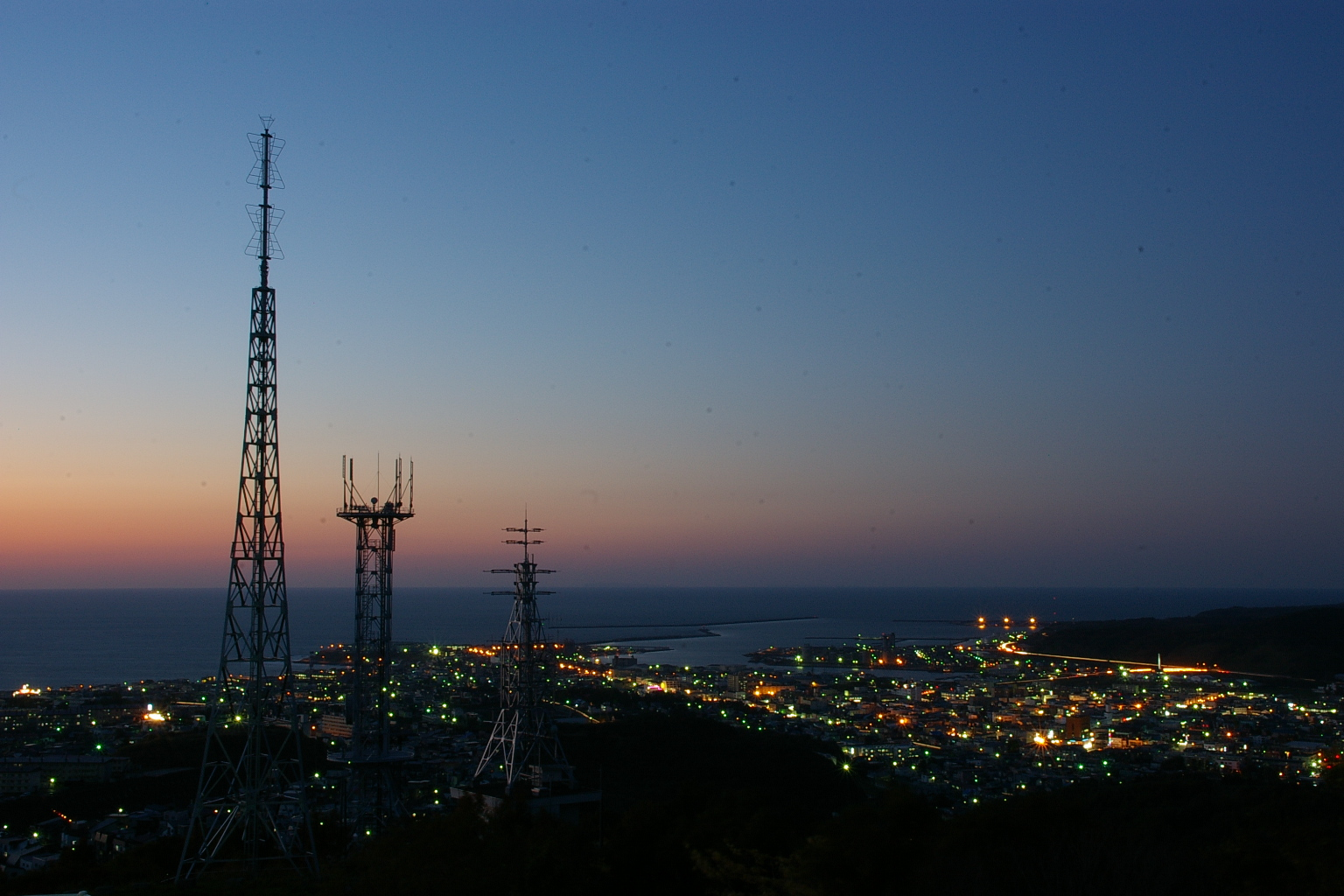
留萌の夜景
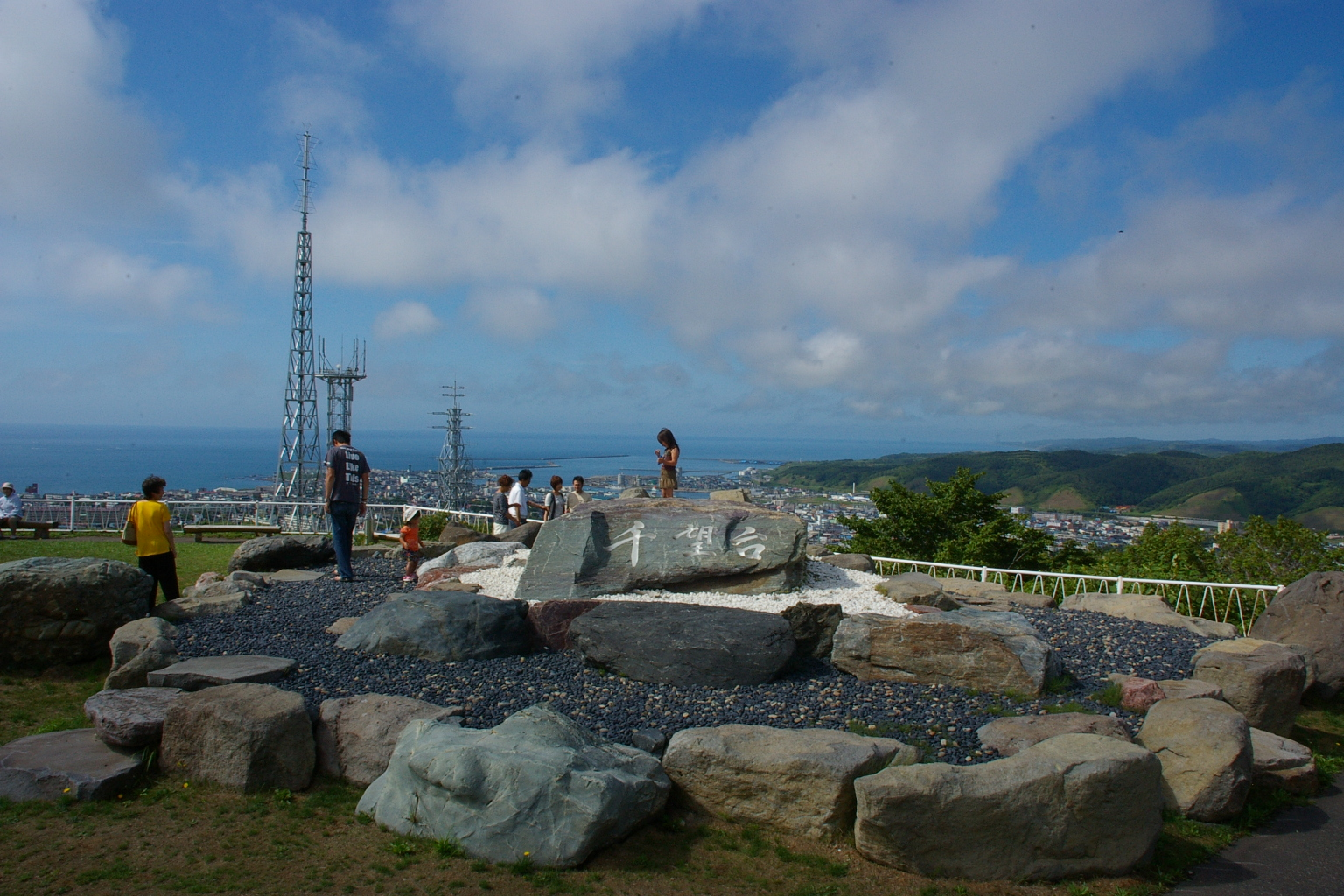
千望台

- ゴールデンビーチるもい…道北エリア最大級の海水浴場
- 千望台…留萌市内を一望
- 礼受牧場
- 道の駅るもい
- 神居岩温泉
- 神居岩公園

- 留萌市海のふるさと館
- 黄金岬の「波濤の門」（2007年（平成19年）7月撮影）
- 黄金岬から日本海を望む（2007年（平成19年）7月撮影）
- るもい呑涛まつりで使われる「あんどん」（2007年（平成19年）7月撮影）
- 留萌の夜景
- 千望台

## 文化財

### 重要有形民俗文化財
- 留萌のニシン漁撈（旧佐賀家漁場）用具
- 史跡
  - 旧留萌佐賀家漁場
- 市の文化財
  - 星兜残欠 他2件 - 海のふるさと館蔵
  - 黄金岬の日和山烽火台跡
  - 三泊漁港遺跡

## 文化･名物

### 祭事･催事
- るもい呑涛まつり（7月下旬）
- 萌っ子春待里（3月上旬）

### 芸能
郷土芸能
- 礼受神楽

### 名産･特産

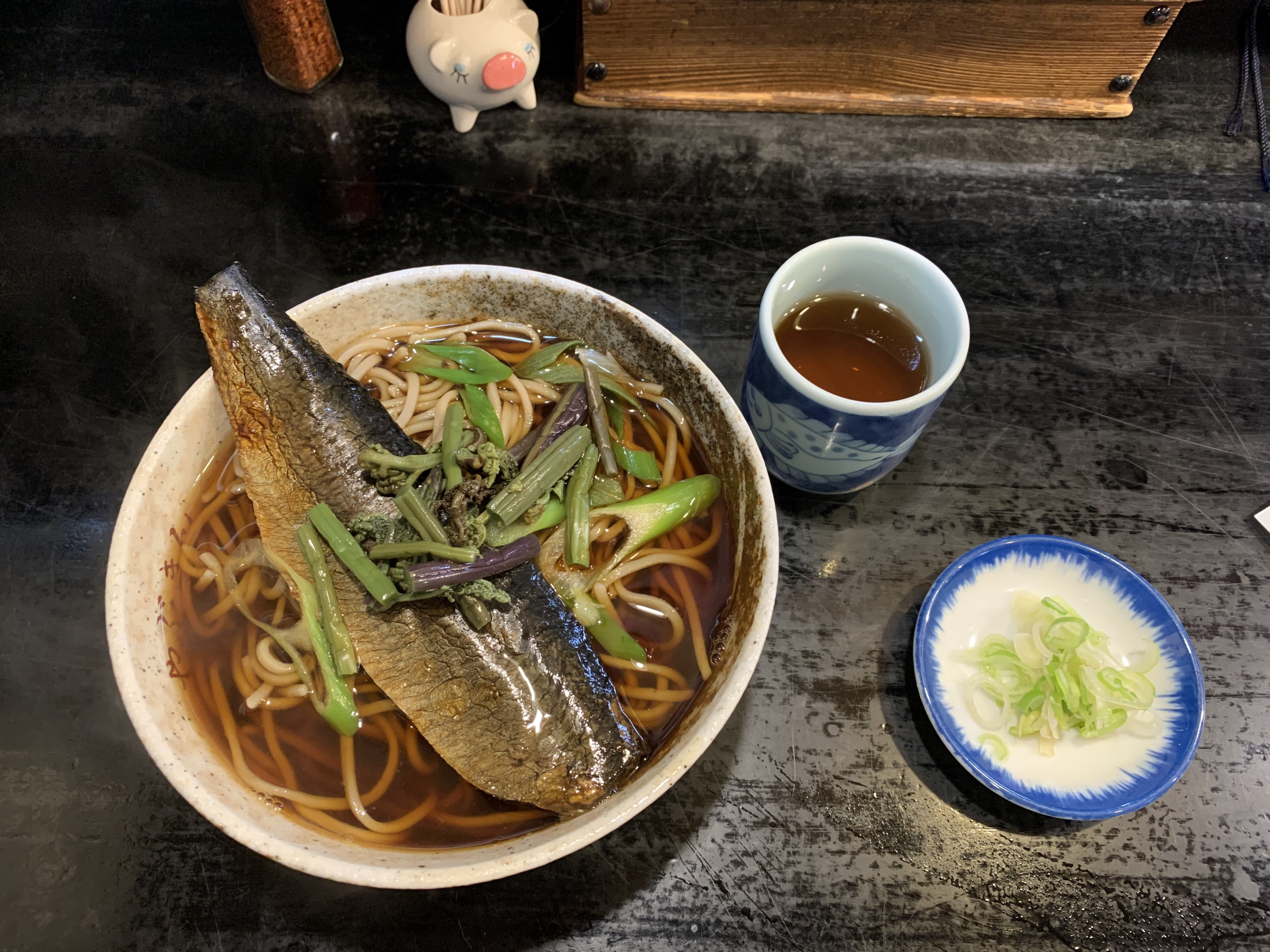
にしんそば

- ニシン - にしんの糠漬け、身欠きニシン、切り込み
- 数の子…旧来の塩カズノコに加え、醤油漬・親子マリネ・子持ち昆布風など新商品の開発が進められている。
- その他各種水産加工品…エビ・イカなどの沖漬（鮮魚を調味液に漬けたもの）や塩辛、タラコ（紅葉子）ほか
- にしんそば
- にしんパイ

## 出身･関連著名人

### 出身有名人
- 鹿内信隆（元フジテレビ社長）
- あがた森魚（歌手）
- 阿部久美（歌人）
- 五十嵐亮太（プロ野球ヤクルト、ソフトバンク、大リーグメッツ選手・投手）
- 吉村秀樹（ミュージシャン・bloodthirsty butchers)
- 射守矢雄（ミュージシャン・bloodthirsty butchers)
- 小松正宏（ミュージシャン・bloodthirsty butchers)
- 掟ポルシェ（ミュージシャン・ロマンポルシェ）
- 上原子友康（ミュージシャン・怒髪天）
- 梶浦善次（哲学者・北海道女子短期大学元学長・札幌静修短期大学元学長）
- 北畠典生（仏教学者・龍谷大学名誉教授、元学長。岐阜聖徳学園大学名誉教授、元学長。）
- 佐藤勝（作曲家）
- ダン池田（バンドマスター）
- 西村ちさと（歌手）
- 藤田瞳子（女優）
- 堀内三佳（漫画家）
- 本間満（元福岡ソフトバンクホークス内野手）
- 水野悠希（フリーアナウンサー、元岩手朝日テレビ→北海道文化放送）
- 都沢凡夫（筑波大学男子バレー部監督）
- 宮川泰（作曲家）
- 森田公一（作曲家）
- 山下貴史（北海道深川市長）
- 若松勉（野球解説者、ヤクルトスワローズ元監督）
- 輝昇勝彦（元大相撲力士、最高位：東関脇）
- 渡瀬弥太郎（スキー・ジャンプ）
- 大高友美（スキー・バイアスロン）
- 井原千晶（CHIAKI）（タレント・リベギャル）
- 高佐一慈（お笑いコンビ・THE GEESE）
- 佐藤正浩（俳優）

### 名誉市民
平成28年に留萌市名誉市民条例が制定され、それまでの特別功労者は名誉市民と認定された。
- 五十嵐億太郎
- 原田太八
- 小沢友平
- 橋本作市
- 原田栄一
- 道重雄
- 五十嵐悦郎
- 長沼憲彦